# Lynda Beglis
Linda Beglis (Lake Charles, Louisiana, 1941. október 25. –) amerikai szobrász, festő, fotográfus, performanszművész.
'70-es évek elején olyan process-műveket hozott létre, melyeknél megunva a minimalizmusnak heavy metal súlyosságát, elkezdett puha, önthető anyagokkal játszani, a process art-ban levő folyékonyságot, mint új tartalmat kívánta megragadni. A szobor és festmény összekapcsolására törekedett ekkoriban.

## Híres alkotásai
*Életerő: Színezett műgumival játszott, melyet padlóra  öntött (női Pollock-ént nevetségessé teszi Pollockot, egy nő csurgat). Megidézi Morris Louis csurgatásos technikáját.
*Fémből készült csomók: (1980) A minimal-art anyagát, fémeket köt csomóba. Klasszikus ruharedő-vetésre hasonlító formákat hoz létre. Gyakran vet fel ezekkel kapcsolatban görög női isteneket. Női érzékiség. (A minimal-art megfricskázásról van szó). Egy dekoratív jelet hoz létre, amit aluminiumlapokkal fed le.
*Lynda műfallosszal: A gumit, mint rugalmas anyagot fotókon is alkalmazza. Robert Morris kedvese volt Lynda-nak, és az I-doboz c. munkára reflektálva Lynda elkészítette annak párdarabját. A képen Lynda szerepel meztelenül, egy hatalmas műfallosszal. A nemi identitással való játék kezdeteire utal. A fallikus mitológiát parodizálja, átfordítja a passzív női szerepet. Haját rövidre vágta, napszemüveget vett fel, és testét olajjal kente be. A képet eredetileg hirdetésként kérték az Artforum c. újságba, de végül elutasították. 
A képre reflektált Morris is, aki egy másik fotón a maszkulin kellékeket fitogtatja. A férfi teste, mint egy hatalmas pénisz jelenik meg a német katonai sisakkal. A test alkotó erőt szimbolizáló fallosszá válik.